# 1510-talet

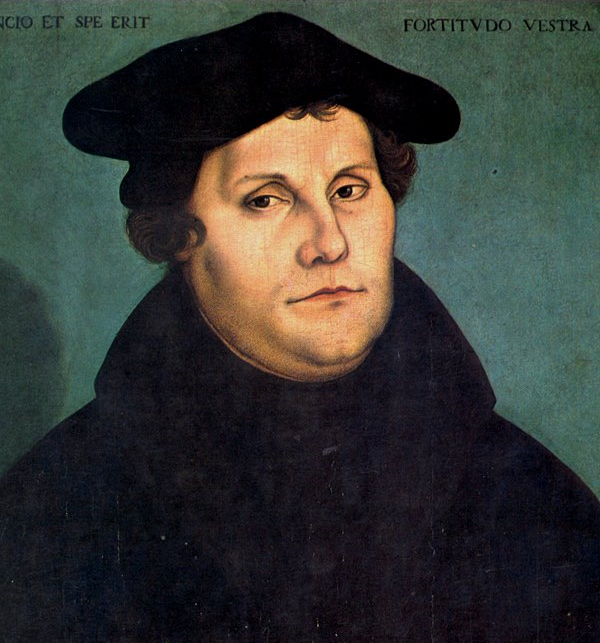
Martin Luther startar den protestantiska reformationen.

## Händelser
- 1510 - Silverfyndigheter upptäcks i Sala och brytning påbörjas.
- 1514 - Kristian II kröns till konung över Danmark och Norge.
- 1517 - Martin Luther spikar upp sina 95 teser på kyrkporten i Wittenberg.
- 1518 - Slaget vid Brännkyrka

## Födda
- 1512 - Gerhard Mercator, nederländsk geograf.

## Avlidna
- 1519 - Leonardo da Vinci, italiensk konstnär och uppfinnare.